# Northwest Airlines

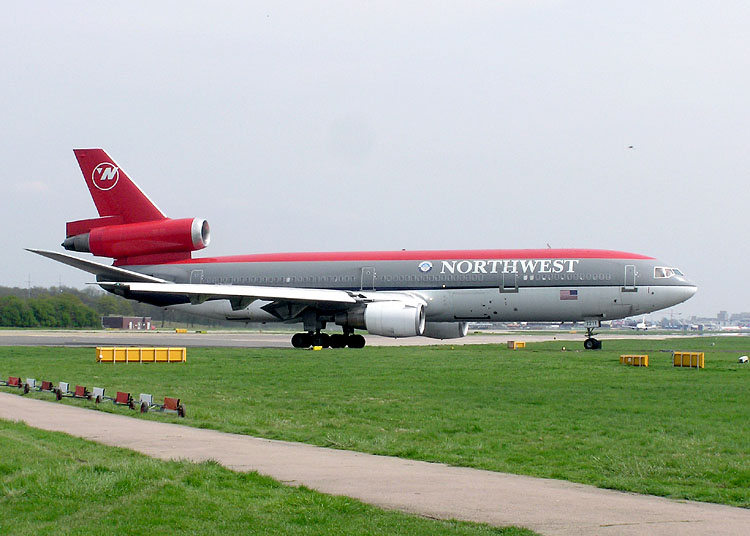
Az N.W.A. egyik DC–10-es gépe

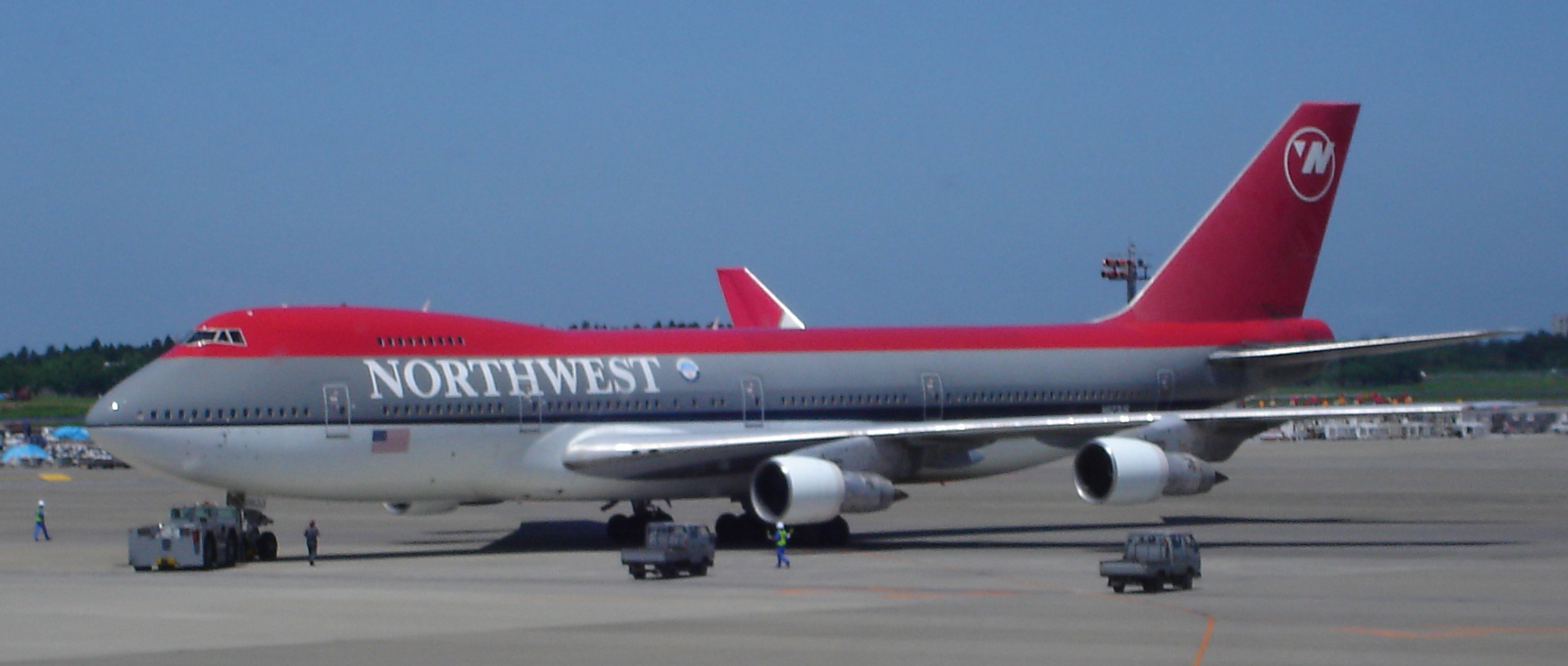
Az N.W.A. egyik Boeing 747–200-as gépe (Narita repülőtér, Tokió)

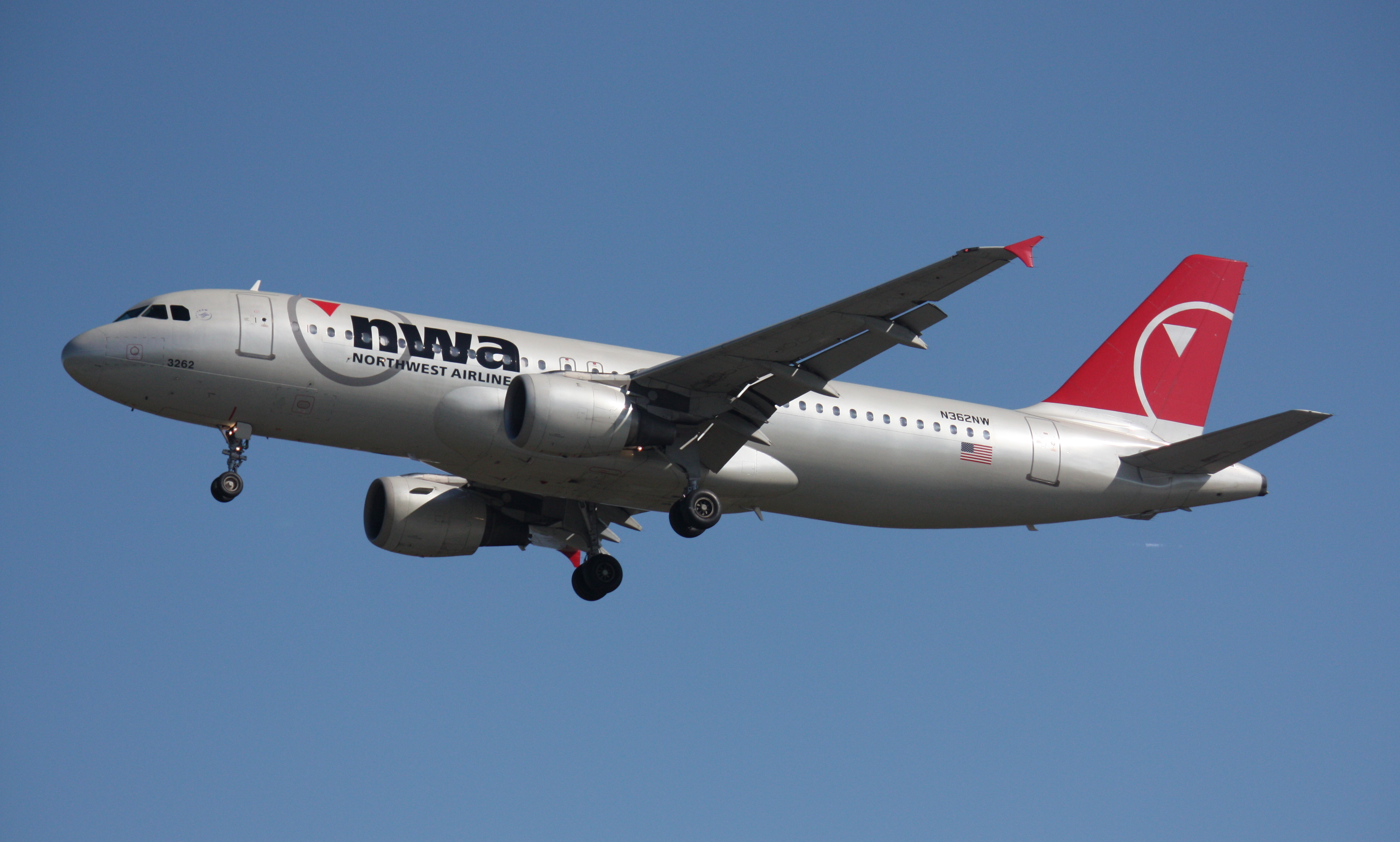
N.W.A. Airbus A320–212

A Northwest Airlines (NWA) az Amerikai Egyesült Államok egyik legkedveltebb légitársasága volt. Valószínűleg a SkyTeamnek köszönhető, hogy légihálózata ennyire kiterjedt lett az évek folyamán. A 3 nagy cég közül (Air France, KLM, NWA) az NWA szállította a legtöbb utast. 2008-ig mintegy 56 millió utast szállított Amerikában és más kontinenseken, köztük Európában. A SkyTeam legnagyobb légitársasága volt.
2008. október 28-án beolvadt a Delta Air Linesba.

## Budapesten
Ha Budapesten láttunk ilyen gépet, akkor az csakis valami nagyobb európai városba mehetett (pl. Frankfurt), mert a Northwest Airlines nem szerződött se a Malévval, se a Budapest Liszt Ferenc nemzetközi repülőtérrel.

## Fordítás
- Ez a szócikk részben vagy egészben  a   Northwest Airlines című angol Wikipédia-szócikk fordításán alapul.  Az eredeti cikk szerkesztőit annak laptörténete sorolja fel. Ez a jelzés csupán a megfogalmazás eredetét és a szerzői jogokat jelzi, nem szolgál a cikkben szereplő információk forrásmegjelöléseként.